# MIS-Kondensator

MIS-Struktur (Metall/SiO_{2}/p-Si) in einem vertikalen MIS-Kondensator

Der MIS-Kondensator ist in der Elektrotechnik ein spezieller Kondensator, welcher in Form der namensgebenden Metall-Isolator-Halbleiter-Struktur aufgebaut ist. Wie beim MOS-Feldeffekttransistor wird dieser Schichtaufbau aus historischen Gründen auch häufig als MOS-Kondensator bezeichnet. Dabei wird speziell ein Oxid als Isolatormaterial (Dielektrikum) vorausgesetzt.
Die maximale Kapazität CMIS(max) berechnet sich analog zum Plattenkondensator.
{\displaystyle C_{\mathrm {MIS(max)} }=\varepsilon _{0}\varepsilon _{r}\cdot {{A} \over {d}}}
mit:
- εr … relative (materialspezifische) Permittivität des Isolators
- ε0 … Permittivität des Vakuum
- A … Fläche
- d … Dicke des Isolators

Die Herstellung erfolgt je nach Materialsystem (es sind auch Polymere als Isolator denkbar) auf unterschiedliche Weise. Als Beispiel soll an dieser Stelle ein MOS-Kondensator auf Basis von Silizium und Siliziumdioxid dienen. Dabei wird auf das Halbleitersubstrat (Substrat) eine dünne Schicht Oxid (Siliziumdioxid) aufgebracht (z. B. thermische Oxidation oder TEOS-CVD) und anschließend mit einem Metall bedampft.
Die Struktur und somit der Kondensator kommt in jedem MIS-Feldeffekttransistor vor. Für die in der Mikroelektronik stetige Verkleinerung der Strukturen ergibt sich folgender Sachverhalt. Aus der Formel oben folgt, dass sich mit immer dünneren Isolatorschichten die Kapazität erhöht. Diese für alle MIS-Bauelemente wichtige Isolierschicht sollte jedoch eine Schichtdicke von 10 nm nicht unterschreiten. Darunter treten mit abnehmender Schichtdicke verstärkt Tunnelströme durch das Isolatormaterial auf. Diese Leckströme verschlechtern unter anderem die elektrischen Eigenschaften von MIS-Kondensatoren als auch von MIS-Feldeffekttransistoren.
Die fortwährende Skalierung der Bauelemente in der Mikroelektronik führte dazu, dass in den handelsüblichen integrierten Schaltkreisen der 2000er Jahre die Isolationsschicht aus Siliziumdioxid nur noch 1–2 nm betrug und Verluste durch Tunnelströme zu hoch wurden. Aus diesem Grund stiegen einige führende Hersteller Mitte und Ende der 2000er auf sogenannten High-k-Materialien als Isolatormaterial um.